# Општина Маурени (Караш-Северин)
Маурени (рум. Măureni) општина је у Румунији у округу Караш-Северин.
Oпштина се налази на надморској висини од 117 m.